# Кодришору (Бихор)
Кодришору (рум. Codrișoru) насеље је у Румунији у округу Бихор у општини Аушеу. Oпштина се налази на надморској висини од 705 m.

## Становништво
Према подацима из 2002. године у насељу је живело 77 становника.

### Попис2002.
| Расподела становништва по националности 2002.‍ | Расподела становништва по националности 2002.‍ | Расподела становништва по националности 2002.‍ | Расподела становништва по националности 2002.‍ | Расподела становништва по националности 2002.‍ |
| --------------------------------------------- | --------------------------------------------- | --------------------------------------------- | --------------------------------------------- | --------------------------------------------- |
|                                               |                                               |                                               |                                               |                                               |
| Словаци                                       | Словаци                                       |                                               | 77                                            | 100,0%                                        |